# عبد النبي ذاكر
عبد النبي ذاكر كاتب ومقارن ومترجم وأستاذ جامعي مغربي من مواليد مدينة مكناس في 25 يوليو 1962، يشتغل أستاذا للسرد العربي في كلية الآداب والعلوم الإنسانية بجامعة ابن زهر بمدينة أكادير، وهو مدير المركز المغربي للتوثيق والبحث في أدب الرحلة، وكاتب عام اتحاد كتاب المغرب - فرع أغادير، ومنسق مجموعة البحث الأكاديمي في الأدب الشخصي، وعضو الهيئة الاستشارية لمجلة قاف صاد المهتمة بالقصة القصيرة، وكذلك عضو الهيئة الاستشارية لمجلة المترجم التي يصدرها مختبر تعليمية الترجمة وتعدد الألسن بكلية الآداب واللغات والفنون بجامعة وهران في الجزائر.·

## مسيرته
حصل عبد النبي ذاكر على الإجازة في الأدب العربي سنة 1986 من كلية الآداب والعلوم الإنسانية بجامعة مولاي إسماعيل بمكناس. أحرز سنة 1990 على دبلوم الدراسات العليا من لية الآداب والعلوم الإنسانية بالرباط.
بدأ النشر سنة 1986 بظهور قصيدته «قنابل موقوتة». انضم إلى اتحاد كتاب المغرب سنة 1991.
يتوزع إنتاجه بين النقد الأدبي، الأدب المقارن، الترجمة، ونقدها. نشر كتاباته بعدة صحف ومجلات: العلم، أنوال، الاتحاد الاشتراكي، دعوة الحق، فصول، أوراق، العرب والفكر العالمي، وغيرها.

## من أعماله[2]
- ما الأقصوصة، مترجم عن جاك فوازين؛ مطبعة تينمل ـ مراكش 1995.

- الواقعي والمتخيل في الرحلة الأوروبية إلى المغرب؛ منشورات كلية الآداب والعلوم الإنسانية بأكادير، مطبعة منشورات كوثر ـ الدار البيضاء 1997. صدرت طبعته الثانية مزيدة ومنقحة تحت عنوان: أوروبا والمغرب نظرات متقاطعة، منشورات كلية الآداب والعلوم الإنسانية ـ أكَادير، مطبعة أنفو برانت، فاس 2007.

- قضايا ترجمة القرآن؛ سلسلة شراع، 1998.

- الترجمة والتلاقح الثقافي، مؤلف جماعي تضمن دراستين لي:- الترجمة الأدبية، مترجم عن إدمون كاري؛ - عشق الترجمة أم ترجمة العشق؛ منشورات بيت آل محمد عزيز الحبابي، 1998.

- عتبات الكتابة: مقاربة لميثاق المحكي الرحلي العربي؛ منشورات مجموعة البحث الأكاديمي في الأدب الشخصي، دجنبر 1998.

- الإشراف على نشر أعمال ندوة دولية حول: الترجمة في الآداب والعلوم الإنسانية الواقع والآفاق؛ منشورات كلية الآداب والعلوم الإنسانية ـ أكَادير، 1999.

- العين الساخرة: أقنعتها وقناعاتها في الرحلة العربية؛ منشورات المركز المغربي للتوثيق والبحث في أدب الرحلة، مارس 2000.

- صورة أمريكا في متخيل الرحالين العرب؛ سلسلة الزمن، 2002.

- الترجمة في العالم الحديث، مترجم عن إدمون كاري؛ دار الغرب للنشر والتوزيع، منشورات مخبر «تعليمية الترجمة وتعدد الألسن»؛ جامعة وهران ـ الجزائر2004.

- الرحلة العربية إلى أوروبا وأميركا والبلاد الروسية خلال القرنين التاسع عشر والعشرين؛ المؤسسة العربية للدراسات والنشر ـ بيروت، ودار السويدي للنشر والتوزيع ـ الإمارات العربية المتحدة. 2004.

- مراجعة الأدب العالمي: مترجم عن أدريان مارينو؛ دار الغرب للنشر والتوزيع، منشورات مخبر «تعليمية الترجمة وتعدد الألسن»؛ جامعة وهران ـ الجزائر2005

- رحالة الغرب الإسلامي، مترجم عن صالح المغيربي؛ منشورات وحدة النقد الأدبي الحديث والمعاصر ومشروع البحث النقدي ونظرية الترجمة، كلية الآداب ظهر المهراز، مطبعة أنفو ـ برانت، فاس، 2005

- الحج إلى بيت الله الحرام، مترجم عن المستشرق الفرنسي إتيان ديني وإبراهيم باعمر؛ منشورات المركز المغربي للتوثيق والبحث في أدب الرحلة، مطبعة أنفو ـ بّْرانْت 2006.

## جوائز
حاز على جائزة ابن بطوطة للأدب الجغرافي عن كتابه الرحلة العربية إلى أوروبا وأميركا والبلاد الروسية خلال القرنين التاسع عشر والعشرين، والتي تنظمها مؤسسة «دار السويدي» الإماراتية بتعاون مع المجمع الثقافي ـ أبو ظبي.